# Satelitní fotografie

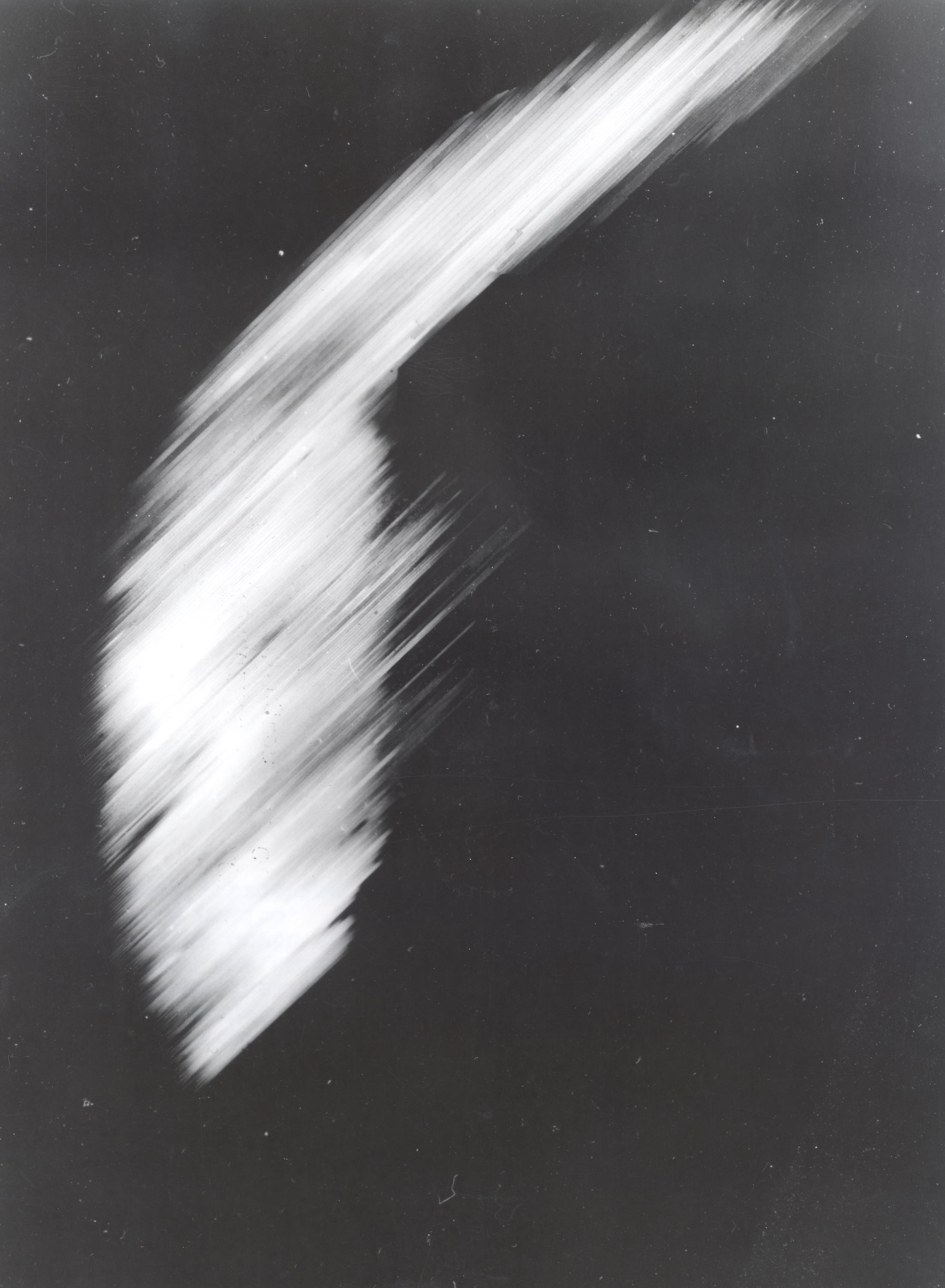
První surový obraz získaný ze satelitu Explorer 6. Zobrazuje sluncem osvětlenou oblast střední části Tichého oceánu a jeho oblačnost. Snímek byl pořízen ve chvíli, když byl satelit asi 27 000 km nad povrchem Země dne 14. srpna 1959. V té chvíli přelétal přes Mexiko.

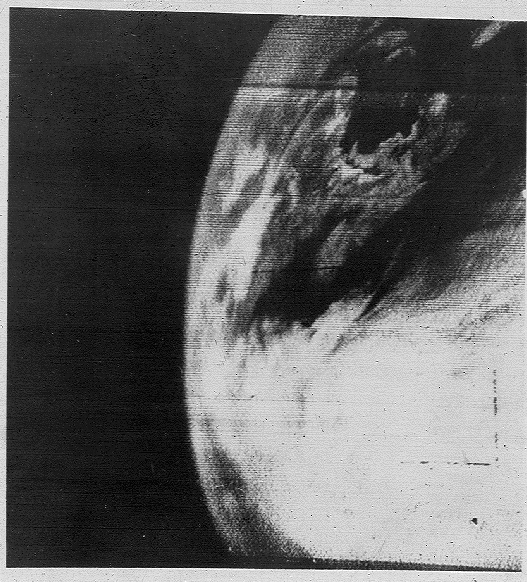
První televizní snímek Země z vesmíru poslaný meteorologickou družicí TIROS-1 1. dubna 1960

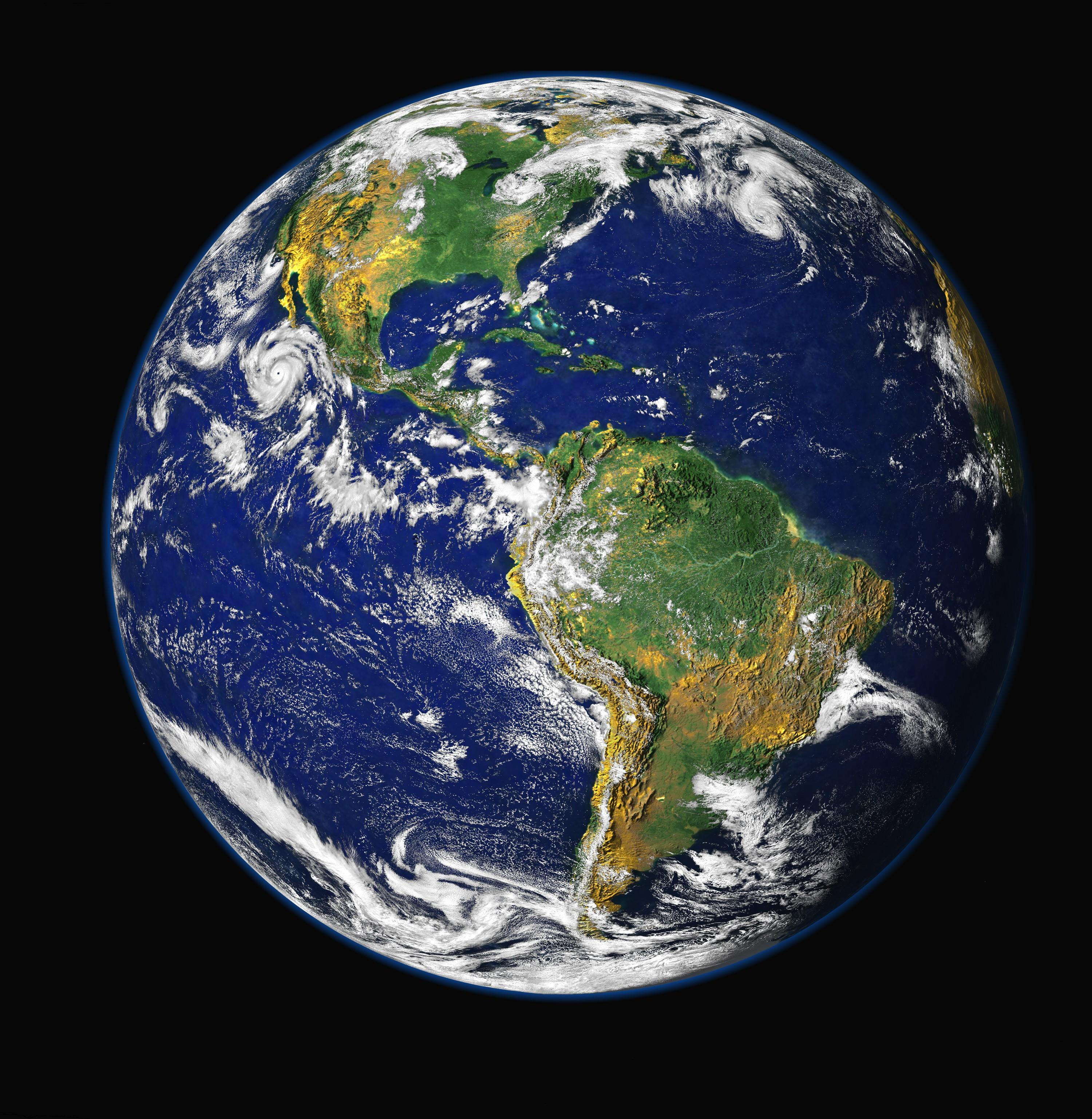
Modrá kulička: Satelitní fotografie může být použita ke snímkování celé zemské polokoule…

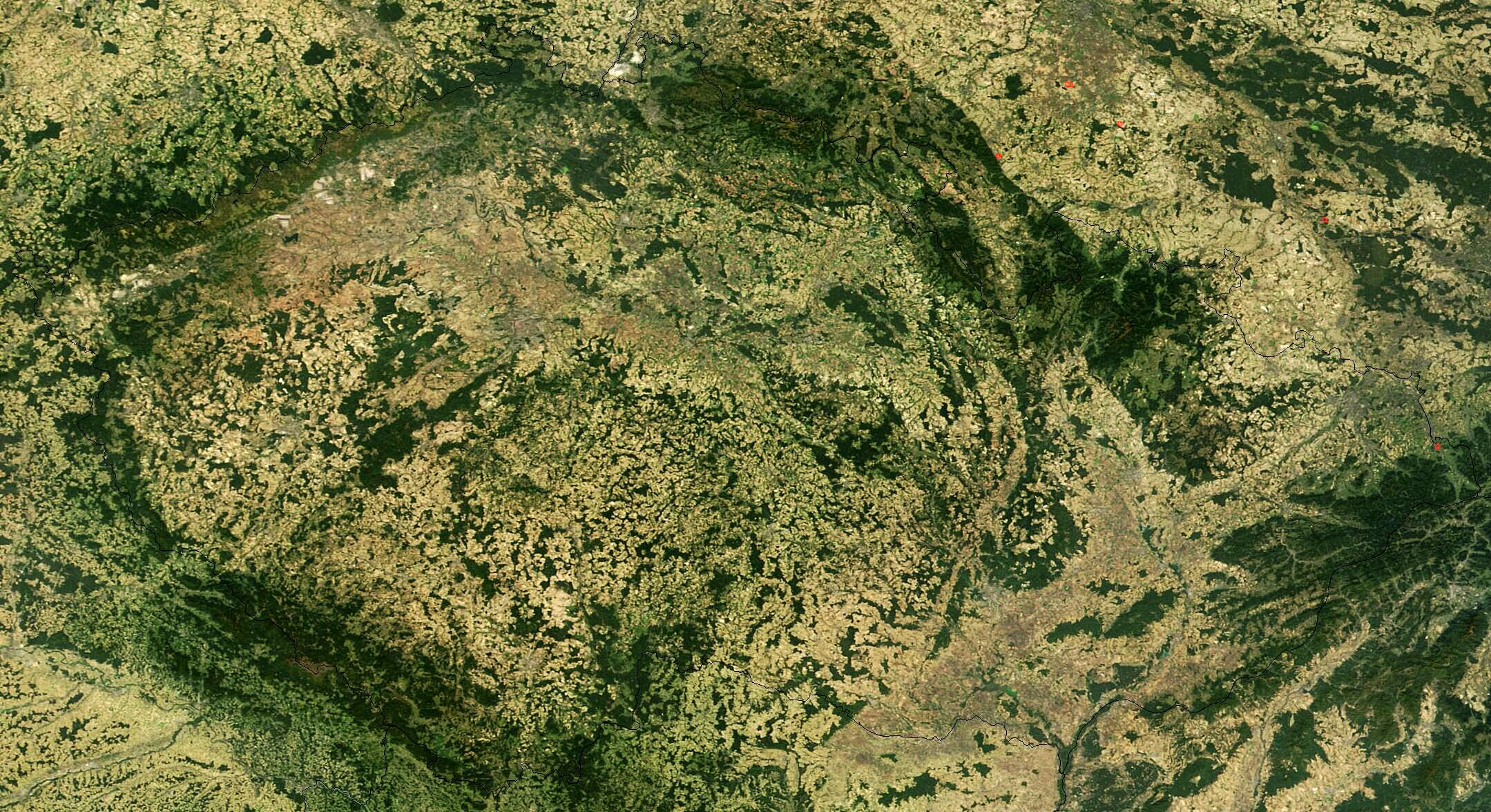
…nebo k mapování „malé oblasti“ Země, jak je vidět na tomto snímku

Satelitní fotografie nebo satelitní snímek je fotografie Země nebo jiných planet vyfotografovaná z umělých družic. Je součástí žánru fotografií ze vzduchu.

## Historie
První satelitní snímky Země pořídila 14. srpna 1959 americká družice Explorer 6. Další satelitní fotografie Země byla pořízena 1. dubna 1960 družicí na sledování počasí TIROS-1. První satelitní fotografie odvrácené strany Měsíce (chemicky vyvolané snímky zaslány elektronickou cestou) byly odeslány na Zemi 6. října 1959 sovětskou družicí Luna 3 při její misi právě za účelem pozorování odvrácené strany Luny.
Od 60. let 20. století USA i Sovětský svaz vypouštěly jednotky až desítky špionážních družic ročně. Obvykle se jednalo o družici se špičkovým fotografickým vybavením, která vysílala zpět na Zemi návratová pouzdra s exponovanými filmy. Obě kosmické velmoci tak získaly podrobné mapy území potenciálního protivníka. Programy špionážních družic pokračují do současnosti a postupně přibyly satelity dalších zemí. Během 90. let 20. století ale proběhl u špionážních družic přechod z klasických filmů na polovodičové snímací čipy.
V roce 1972 spustily USA program Landsat, největší program pro získání obrázků Země z vesmíru. Landsat 7, nejnovější družice Landsat, byla vypuštěna v roce 1999. V roce 1977 získal americký satelitní systém KH-11 první satelitní obrázky v reálném čase.
Všechny satelitní obrázky od NASA jsou zveřejněny v Earth Observatory a jsou volně dostupné veřejnosti. Ostatní země mají své vlastní programy satelitních snímků. Existují i soukromé společnosti, které poskytují komerční satelitní snímky.
Na začátku 21. století se satelitní snímky staly široce dostupné, když několik společností a organizací začalo nabízet cenově přístupný a snadno použitelný software s přístupem k databázím satelitních snímků.

## Modrá kulička
Modrá kulička (Blue Marble) byl projekt na zmapování viditelné barvy Země s přesností zhruba 1 km. Výsledné barevné obrázky z Blue Marble se staly velmi populárními v médiích i mezi veřejností. V roce 2002 NASA uvolnila rozsáhlou sadu satelitních fotografií, které byly dostupné zdarma v maximálním rozlišení 1 km/pixel. V roce 2005 vydala další sérii s názvem Modrá kulička: Nová generace (Blue Marble: Next Generation). Tentokrát se jednalo o snímky celé zeměkoule bez mraků a z každého měsíce. Rozlišení bylo tentokrát ještě vyšší, 500 m/pixel.

## Použití
Satelitní snímky mají mnoho využití v zemědělství, geologii, lesnictví, regionálním plánování, vzdělávání, zpravodajství a vojenství. Snímky mohou být ve viditelných barvách a v dalších částech spektra. Existují elevační mapy, obvykle vytvořené radarovým zobrazováním. Analýza satelitních snímků je vedena specialisty známými jako fotografičtí interpreti – v anglické zkratce „PI“ (photographic interpretation).